# Marie Humbert Droz
Marie Humbert Droz, född 1819, död 1888, var en schweizisk pedagog, redaktör och feminist. 
Marie Humbert-Droz var en dotter till Johann Ernst Müller, teolog, och Julie Mayer. 1843 gifte hon sig med Aimé Humbert-Droz.
Hon växte upp i Stuttgart. Hennes far lärde henne flera språk. Från 1839 till 1841 arbetade hon som pedagog i Nederländerna. Josephine Butlers bekantskap ledde Humbert-Droz till rörelsen mot prostitution. Hon grundade deras schweiziska filial. Från 1875 var hon ordförande för Comité intercantonal de dames de la Suisse. Från 1877 till 1888 var hon den första presidenten i International Association of Friends of Young Girls. Hon arbetade som redaktör för organet Le journal du bien public. Hon grundade La Ruche flickutbildningsinstitution i Neuchâtel.